# ヨーロッパグリ
ヨーロッパグリ (学名: Castanea sativa) は、ブナ科の顕花植物である。マロンと呼ばれる実（種子）がデンプンを豊富に含み食用になることで有名である。南東ヨーロッパのアルバニアから中東のイランにかけて自然分布し、2000年以上前からヨーロッパの地中海沿岸で栽培されている。本種の樹は耐寒性で長寿である。セイヨウグリとも言う。

## 概要
ブナ属やシイ属などの幅広い種類が含まれるブナ科の中のクリ属の木である。1768年にフィリップ・ミラーによって初めて記載された。
ヨーロッパグリは、中型から大型の落葉性の樹木で、高さは20 - 35メートル (m)、幹の直径は2 mに達する。樹齢は1000年を超える個体もある。樹高に対してかなり太くなる幹は、赤褐色の樹皮に覆われ、樹皮にはしばしばらせん状に深い溝を持った網状の模様がある。葉は楕円形から皮針形で、葉縁の鋸歯が発達し、長さは16 - 28センチメートル (cm) 、幅は5 - 9 cmである。
花期は初夏で、北半球では6月下旬から7月に咲く。花序は10 - 20 cmの直立した細い黄色の穂状花序で、雄花は上に小さな花が密につき、雌花は下につく。雌花は秋には3 - 7個の茶色い実（種子）が入ったとげのある殻（いが）になり、10月頃になると熟して落ちる。殻についたとげは、リスなど捕食者から種子を守るのに役立つ。栽培種の中には、殻の中に1個だけ実をつける食用に最も適した品種もあるが、ふつう実を2個から3個つける。
良好な成長と果実の収穫のためには、温暖な気候と適切な湿度が必要である。年度成長は晩春や早秋の霜に敏感に影響を受ける。森林では、日陰には比較的耐性がある。
葉は、リンゴピストルミノガを含むチョウ目の昆虫など、一部の動物の食糧となる。
この種は南ヨーロッパのおそらくバルカン半島が原産である。食糧や観賞用として西ヨーロッパに導入され、その後他の大陸にも持ち込まれた。

## 利用

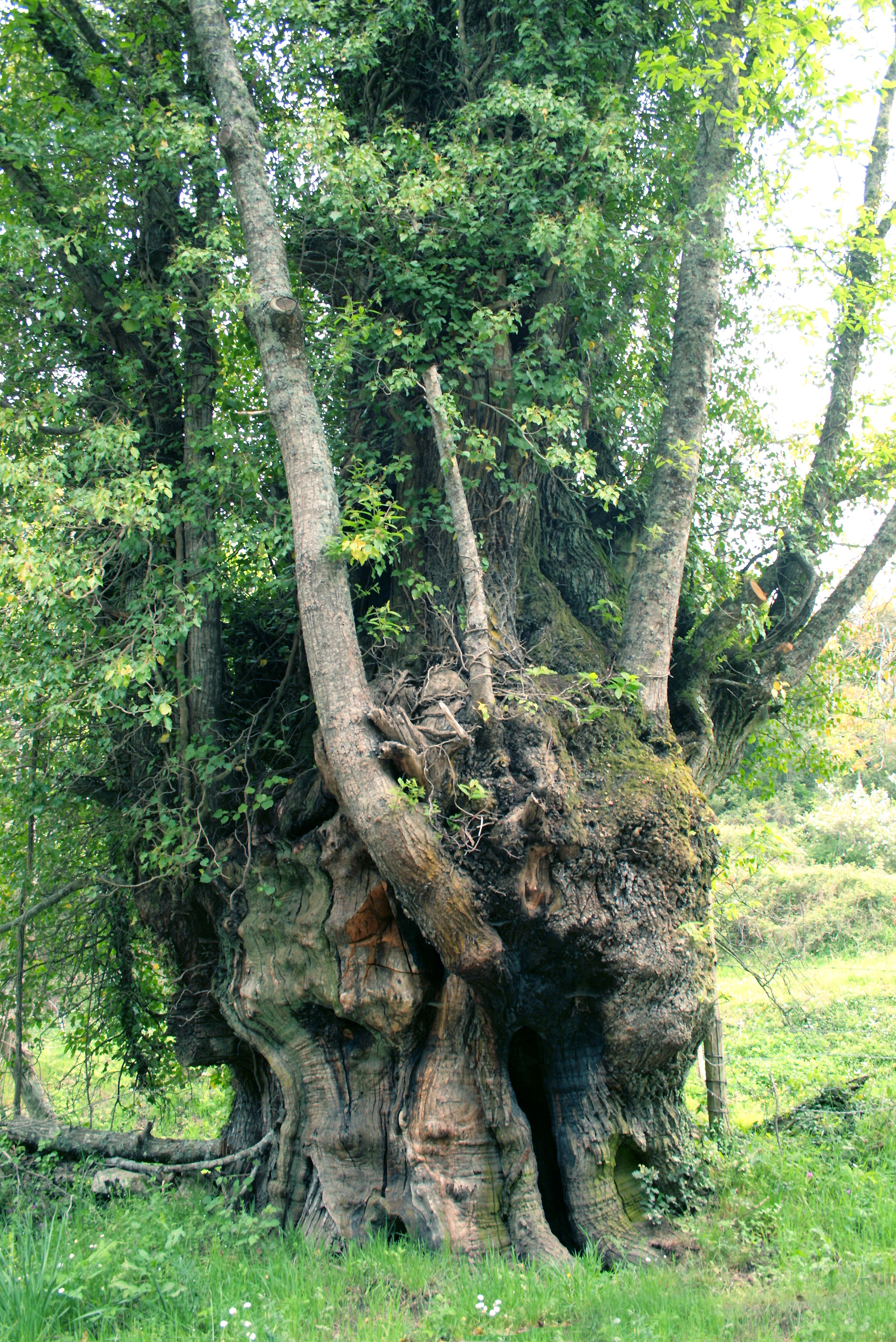
コルシカ島にある樹齢1000年の樹

食用の果実（クリ）を得る目的で広く栽培されている。古代ローマの時代に北方まで移入され、後に修道院の庭でも育てられた。栄養的には小麦に似ており、これを挽いて粉にし、ヨーロッパ全域、特にフランスのセヴェンヌ地方やイタリアのアルプス山麓、コルシカ島など、穀類が育てにくい山岳地帯では主食とされてきた。今日では、樹齢100年以上の樹がイギリスや中央、西、南ヨーロッパで見られる。

### 食用
果実の周りには堅い皮があり、渋い。この皮は、熱湯にくぐらせて裂け目を入れることで比較的容易に剥くことができる。ローストすると、サツマイモとは異なった甘い香りと粉状の食感になり、美味である。コルシカ島とセヴェンヌ地方では、クリを炒ってカラメルをかけてから挽いて栗粉にする。
調理されたクリは、菓子、プリン、デザート、ケーキ等に用いられる他、そのままでも食べられる。パン、シリアル、コーヒー、スープ等に用いられることもある。また、砂糖を抽出することもある。コルシカ島のポレンタ（プレンタ）は、栗粉から作られる。コルシカ島の牛肉料理にも材料としてクリが用いられる。バニラ、マロンクリーム（クレーム・ド・マロン）、クリのピューレ、マロングラッセを混ぜた甘いペーストも販売されている。ローマの兵士は、戦闘に行く前にクリの粥を支給された。栗粉はピエトラビールにも使われる。
蜜源植物でもあり、ミツバチがヨーロッパグリの花から集めた蜂蜜は特徴的な苦味があり、万人受けする味ではない。
クリの葉の茶は呼吸器疾患の際に、特に百日咳の治療薬として用いられた。葉と殻の滲出液からシャンプーも作ることができる。

### 木材
タンニンは若い樹に耐久性を与え、屋外での利用を可能にするため、ポスト、柵、柱等に適している。枝はクリ材として市販される。材は淡い色で堅い。家具、（バルサミコ用の）樽、南ヨーロッパの屋根梁等にも用いられている。樹齢の古い木材は割れたり曲がったり脆くなったりしやすいため、大きい材としてはあまり用いられない。枝は560kg/m3の密度を持ち、地面への接触の耐久性から、柵等の野外での利用に用いられる。さらに屋外の利用には向かないが、良い燃料にもなる。
タンニンは、含水率10%の木材では、樹皮に6.8%、木材に13.4%、殻に10 - 13%程度含まれる。葉にもタンニンが含まれている。

## 栽培
ヨーロッパグリは、地中海広域、フランス、コルシカ島、イタリア、ギリシア、トルコ北部までの涼しくて降雨量の多い丘陵地で栽培されている。ヨーロッパグリの森は人間が作った風景で多くの手間がかかっており、イングランドの、特に18世紀、19世紀の景観に大きく関わっている。古代ローマの占領の時代にイギリスに入ったと考えられ、古代の使用例も多く記録されている。中世コルシカ島ではヨーロッパグリを植えて育てることが義務化されて「クリの森」を共同体で所有して、羊や豚の牧畜とクリ栽培を村で管理するようになり、18世紀にフランスが支配した時代には、「クリの森」がコルシカ島のアイデンティティの中核となっていた。第一次世界大戦でコルシカ島民が植えたクリの木が切り倒されたりもしたが、現在の「クリの森」は島民にとって外部からの力に対する抵抗の象徴となり、1980年代からヨーロッパグリの森で地域を支える運動が高まりを見せている。
栽培されるヨーロッパグリの木は低く剪定され、通常は丈夫な品種によい実をつける品種を接ぎ木している。食用のクリを生産するためには多くの手間がかかり、接ぎ木、剪定、雑草の草刈りをして地面をきれいに保つ必要がある。
種から育った樹は果実をつけるまでに20年程度かかるが、移植栽培では植えてから5年程度で収穫できる。イギリス等では、現在でもクリの樹の林を定期的に根元まで刈り取ることを行っており、利用や成長率に合わせて20 - 30年ごとにタンニン分を多く含む良質な樹を生産している。

## 栽培品種
多様な品種があり、コルシカ島だけでもおおよそ60の品種があるといわれている。品種の多様性は、病虫害や気候変動の影響を受けにくくするだけではなく、他家受粉させるために役立っている。
- Bouche de Betizac （英語版）
- Maraval （英語版）
- Marigoule （英語版）
- Marsol （英語版）
- Precoce Migoule （英語版）

## ヨーロッパグリが重要な位置づけで登場する作品

### ドラマ
- 『 チェスナットマン （英語版）』（2021年） - 栗で作った栗人形を現場に置く殺人犯が登場。ヨーロッパグリの他にセイヨウトチノキも栗人形の素材として言及されている[14]。

## ギャラリー

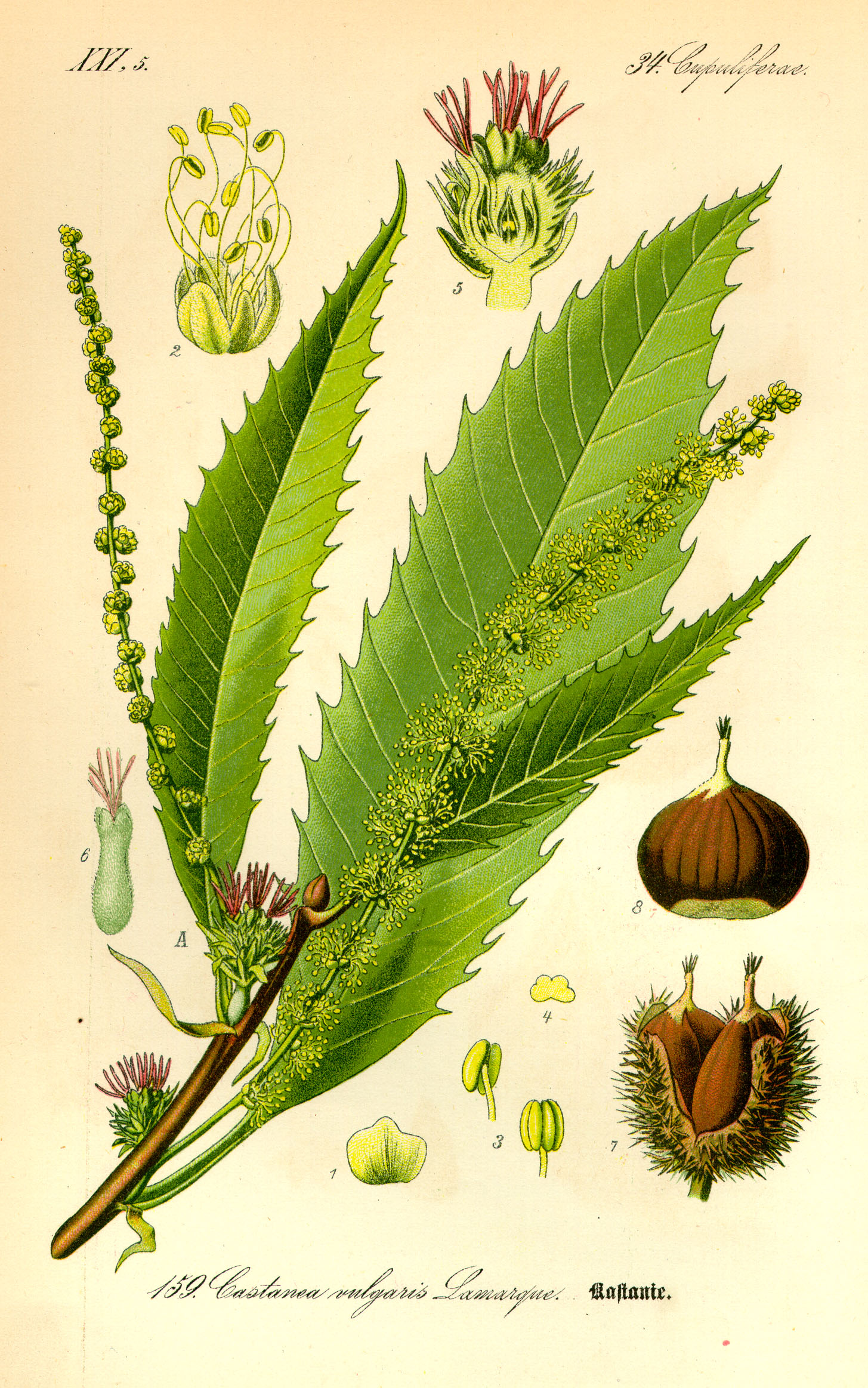
ThomeのFlora von Deutschland, Osterreich und der Schweiz, 1885年に描かれたヨーロッパグリ
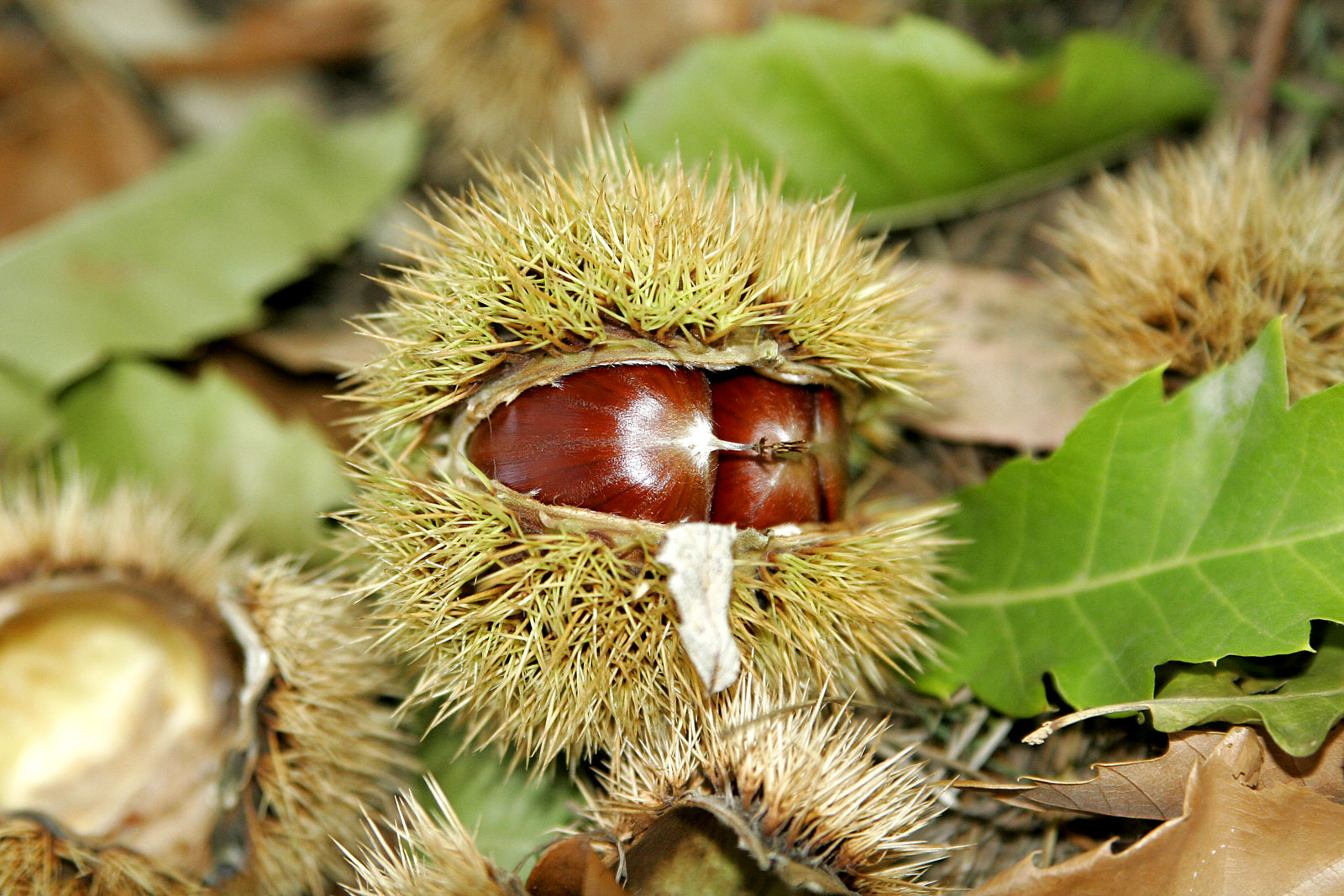
森林の中のヨーロッパグリ
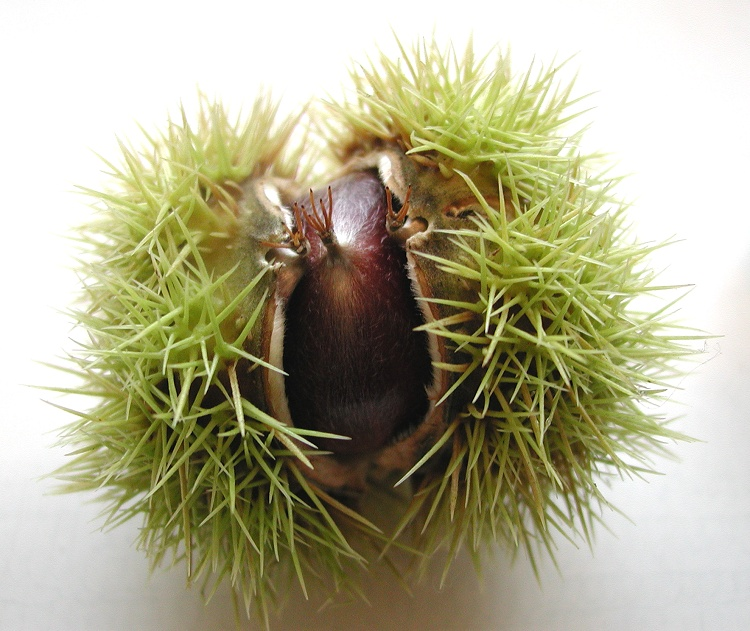
ヨーロッパグリ
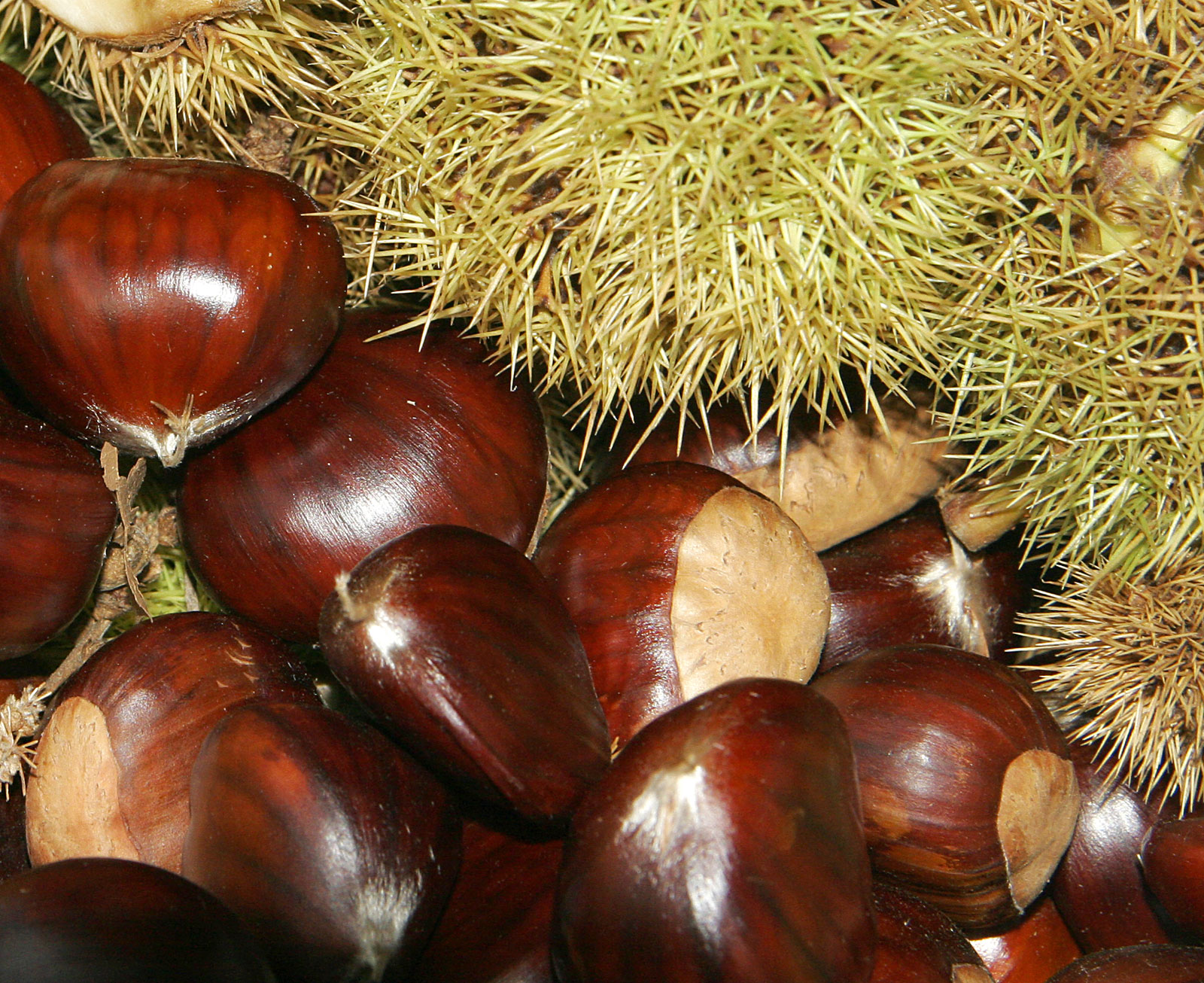
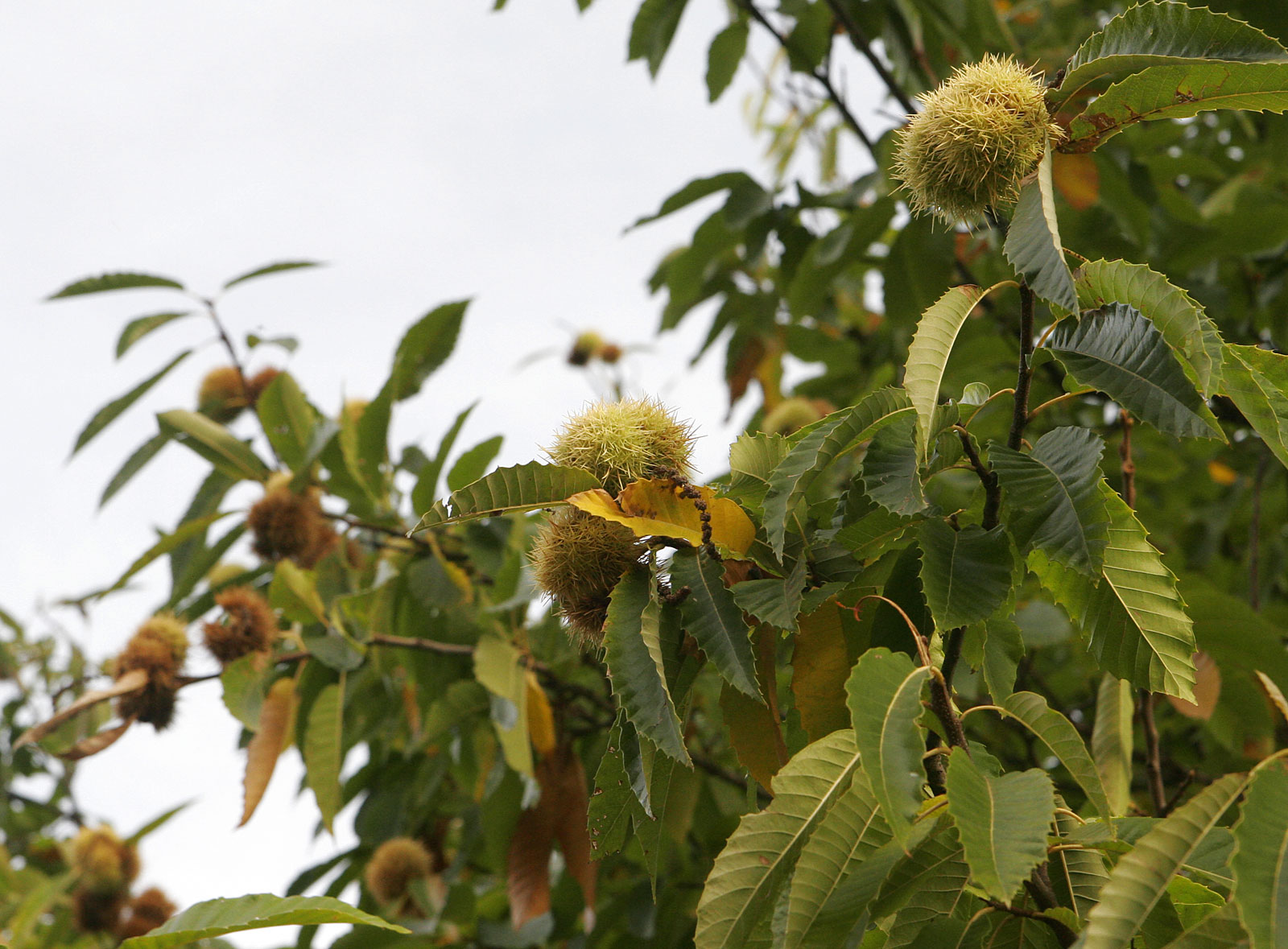
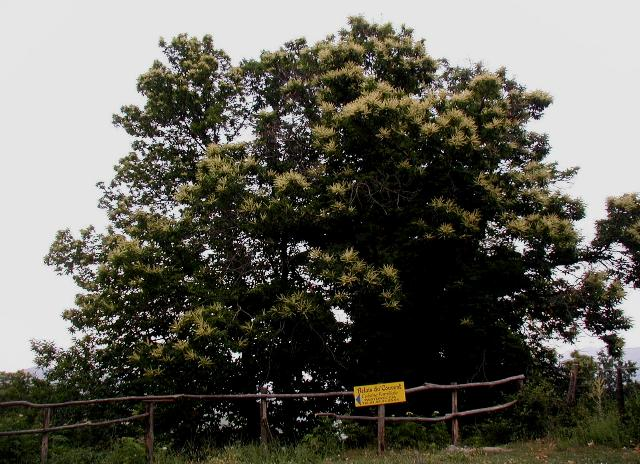
ヨーロッパグリの樹
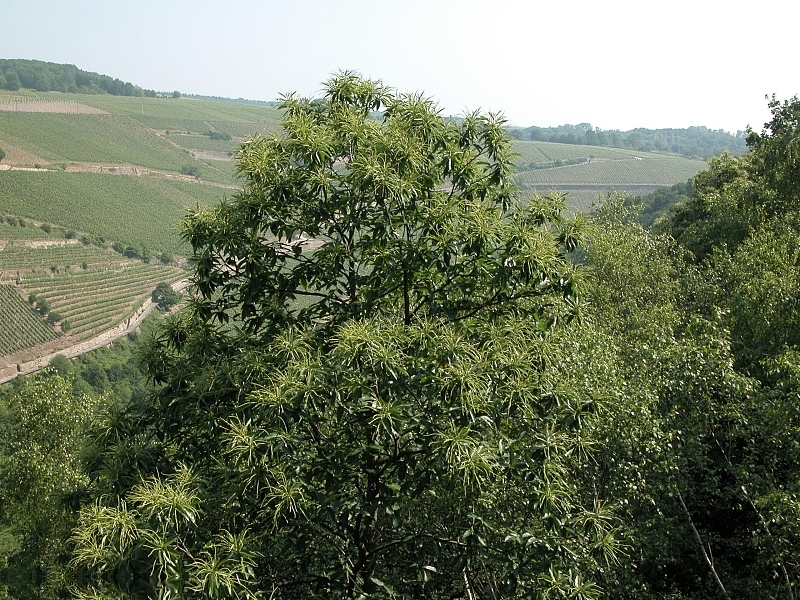
ドイツのライン谷
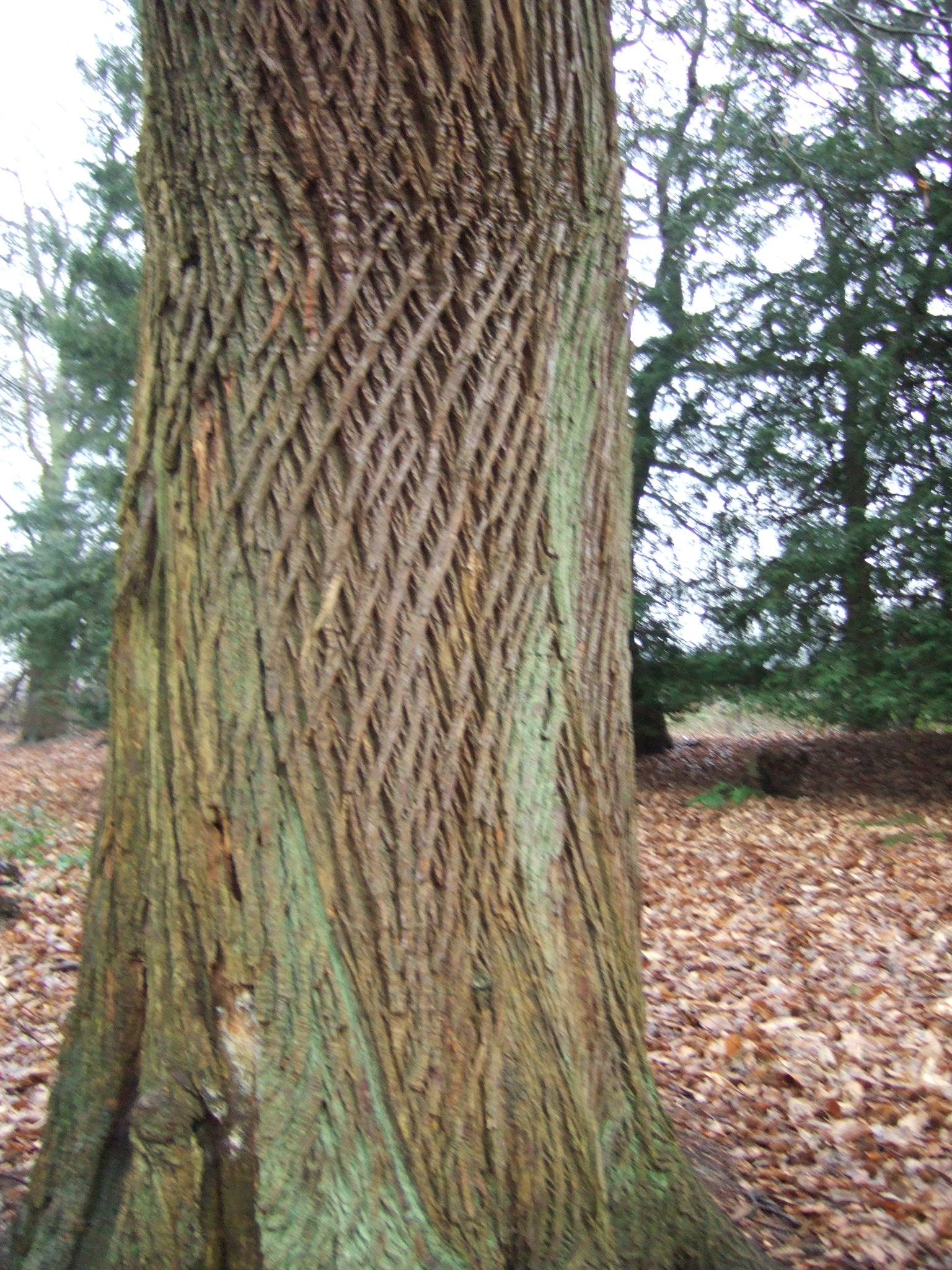
網状の樹皮
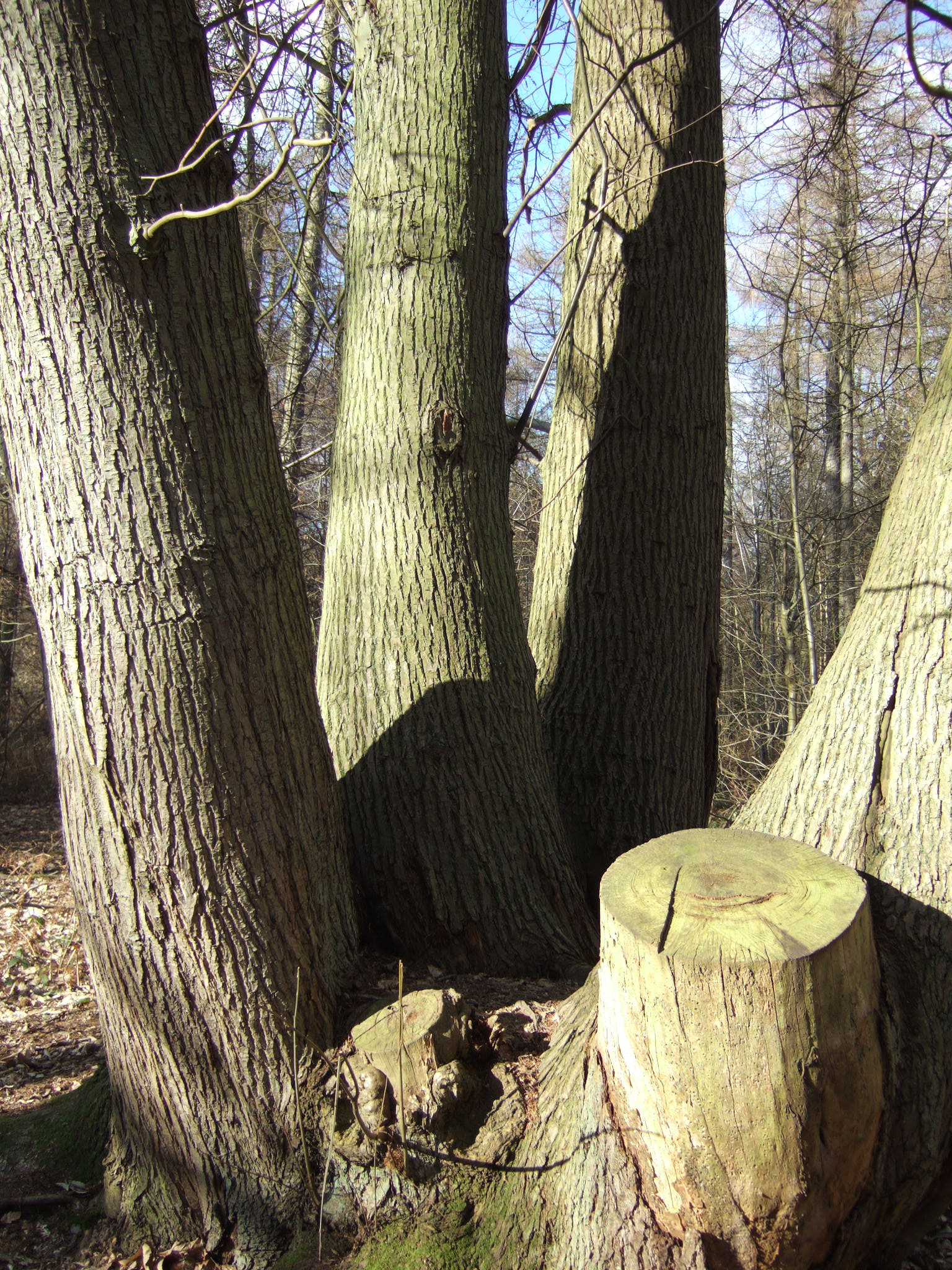
古代のヨーロッパグリの切り株
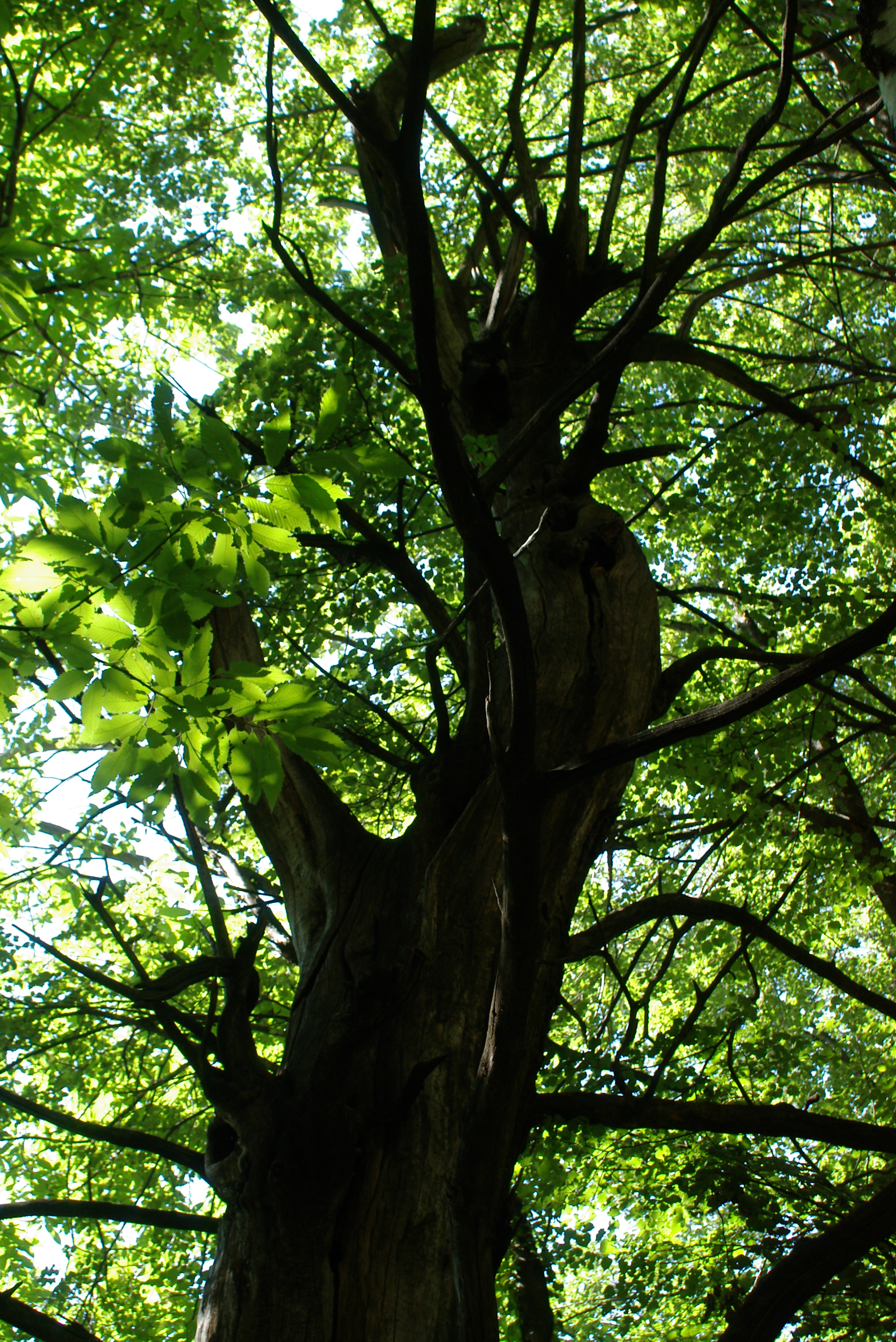
スイスのティチーノ州のヨーロッパグリ林
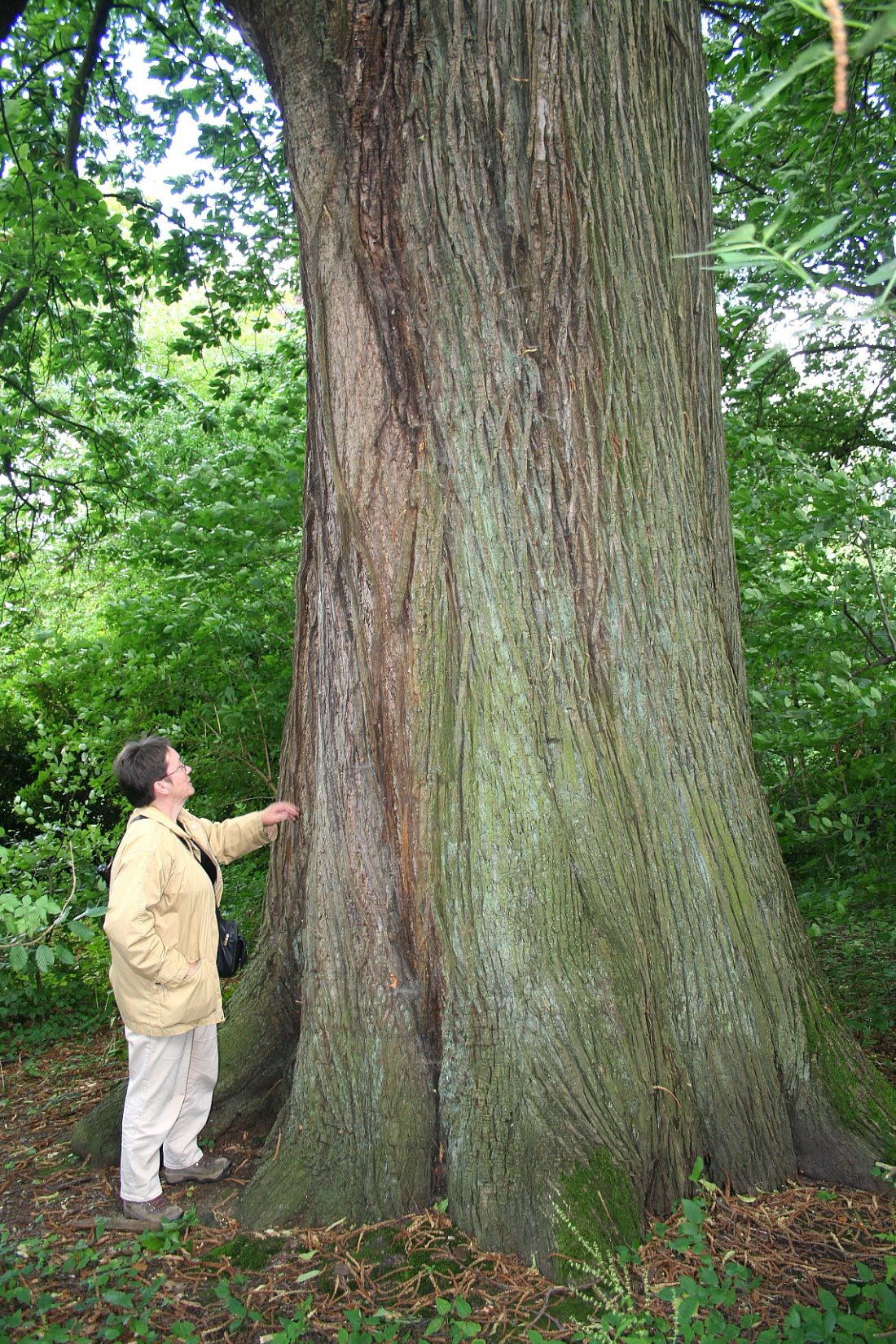
ベルギーのモルランヴェルのヨーロッパグリ林
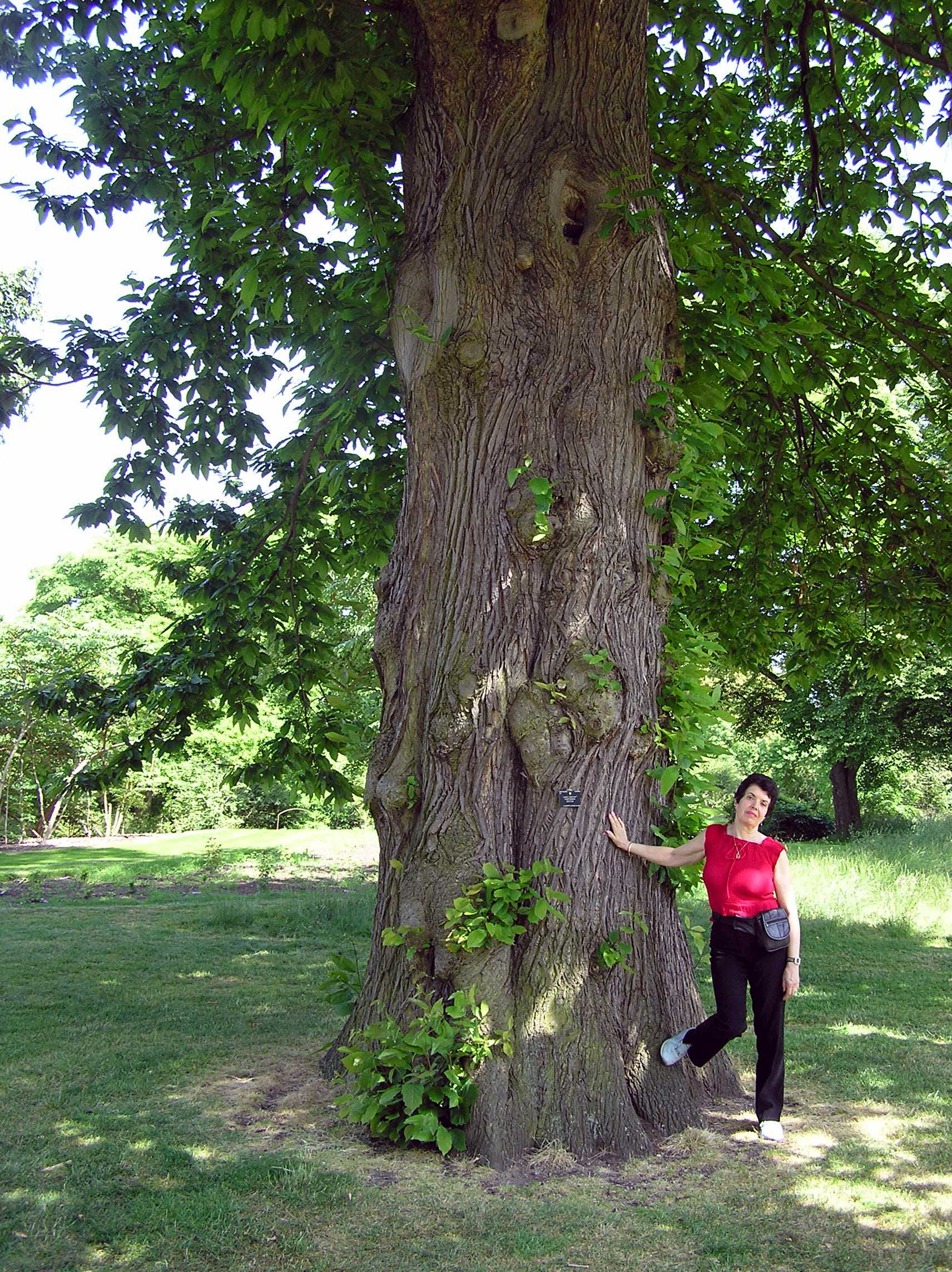
ロンドンのキューガーデンのヨーロッパグリの樹
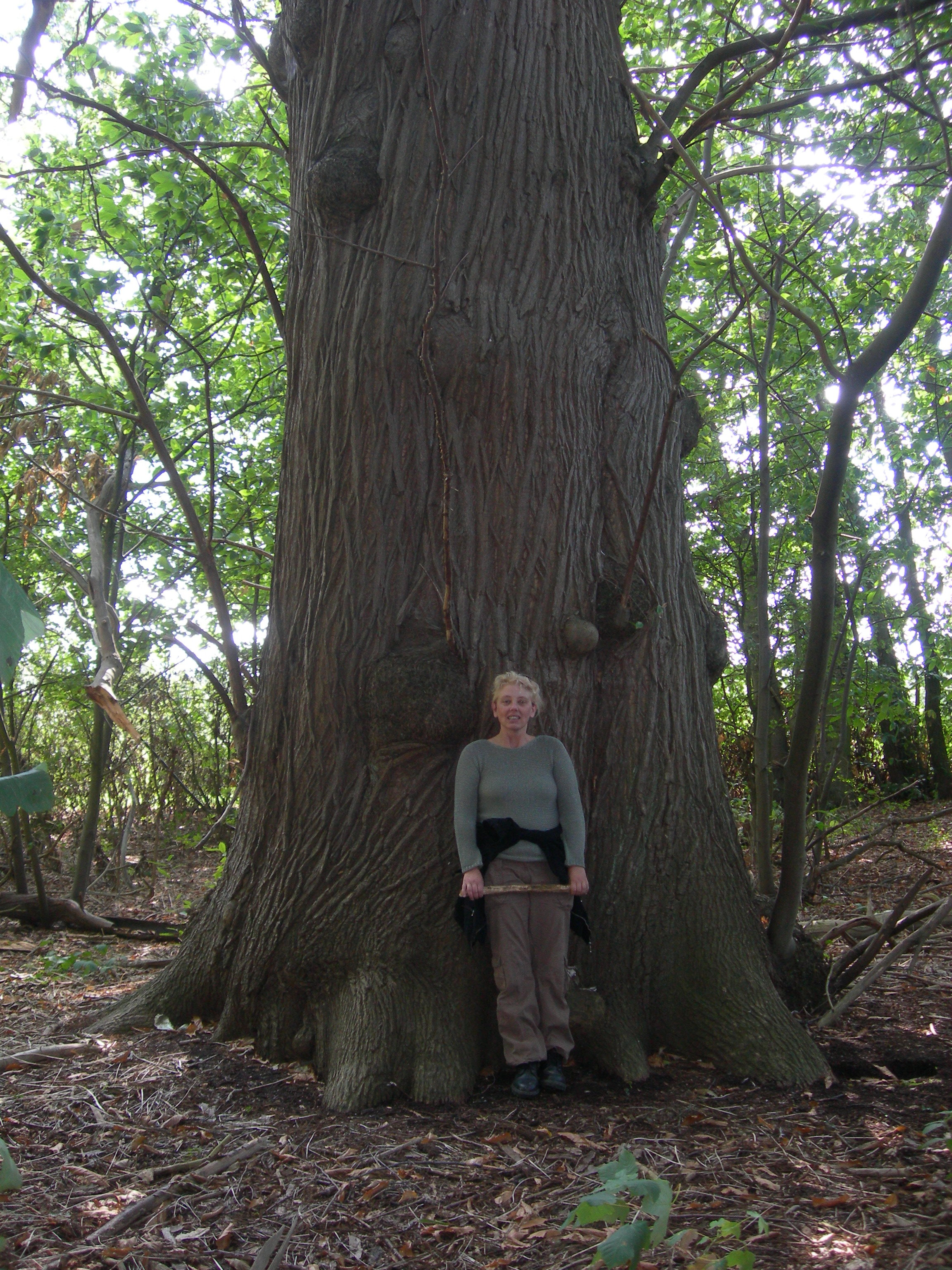
大きなヨーロッパグリの樹